# نقار الخشب محرشف البطن
نقار محرشف (الاسم العلمي: Picus squamatus) (بالإنجليزية: Scaly-bellied Woodpecker)‏ هو نوع من الطيور يتبع جنس النقار الحقيقي من الفصيلة النقارية الحقيقية.